# Jack Squirek
Jack Squirek (Cleveland, Ohio; 16 de febrero de 1959-5 de enero de 2024) fue un jugador estadounidense de fútbol americano que jugó cinco temporadas con dos equipos en la NFL en la posición de linebacker y ganó el Super Bowl XVIII.

## Carrera
Fue seleccionado en la posición 35 en la segunda ronda del Draft de 1982 por Los Angeles Raiders procedente de Illinois Fighting Illini, equipo con el que pasó sus primeros cuatro años como profesional, y en ese lapso fue famoso por la intercepción en el Super Bowl XVIII ante los Washington Redskins para terminar la primera mitad con ventaja de 21-3, partido que terminarían ganando los Raiders 38-9 y esa sería la única intercepción en su carrera.
Se retiraría ca causa de una lesión cuando jugaba con los Miami Dolphins, pasó a vivir en el área de Cleveland junto a su esposa Penny y sus dos hijos, Jacob y Cassandra; y se dedicaría al servicio de limpieza. 